# Teknoman
Teknoman (jap. 宇宙の騎士テッカマンブレード  Uchū no kishi Tekkaman Burēdo; Kosmiczny Rycerz Tekkaman Blade) – francusko-amerykański serial animowany przygotowany na podstawie japońskiego oryginału, pod tytułem Tekkaman Blade z 1992 i wyprodukowanego przez firmę Tatsunoko Production. Serial był emitowany na kanale Fox Kids/Jetix oraz dwukrotnie przez TV4.

## Opis fabuły
Czołówka serialu sugeruje, iż jego tematem jest atak kosmitów na Ziemię. W rzeczywistości jest on poświęcony głównie problemom osobistym młodego mężczyzny – Nicka Cartera, na którego wszyscy mówią Blade. W 2087 r. świat zaatakowali obcy. Niedługo później, Blade spadł z nieba jak meteoryt, nie czyniąc sobie prawie żadnej szkody. Posiada szmaragdowy kryształ, który ubiera go w teknozbroję – zaawansowany technologicznie pancerz. Z jej pomocą, niszczy główne siły armii Wenomoidów (w japońskim oryginale Radam), tymczasowo opóźniając ofensywę.
Anime cechuje się złożoną fabułą. Ziemia zostaje zaatakowana przez tajemniczą rasę Wenomoidów (ang. venom – jad, trucizna). Ta zaawansowana technologicznie cywilizacja, choć nie pojawia się w serialu ani przez moment, zza kurtyny steruje wydarzeniami, wysyłając do walki Teknomanów – ludzi uzbrojonych w specjalne teknozbroje oraz kolejne fale krabopająków – silnych i ogromnych, ale bezmyślnych stworzeń nie znających strachu i nie dbających o własny los.
Blade został znaleziony przez Rycerzy Kosmosu, dowodzonych przez komandora Jamisona. Są małą grupą naukowców próbujących badać obcych, aby znaleźć ich słabe punkty. Po tym jak przyjęli Blade’a, zaczęli też walczyć. Byli mu potrzebni, gdyż sam nie może dostać się na orbitę. Poważnym zagrożeniem jest Kosmiczny Pierścień, stacja orbitalna okalająca całą planetę, zamieniona przez Wenomoidów w cmentarz oraz bazę.
Blade jest najsłabszym z Teknomenów (prócz Sary, lecz jej występ był krótki). Nie stanowi poważnego zagrożenia dla większości z nich. Największą wadą jest jednak jego psychika. Stale dręczony przez wizje przeszłości, którą pamięta jak przez mgłę, halucynacje, lęki, melancholię oraz wybuchowy temperament. Każda transformacja odbija się na jego zdrowiu. Nie może walczyć dłużej niż 30 minut, gdyż najpierw gwałtownie traci siły, a następnie rozum. Tylko raz przekroczył limit, co poskutkowało szaleństwem, zniszczeniem i prawie morderstwem. Problemy te nie dotyczą innych Teknomenów. Prócz Sary, wszyscy spędzili w komórkach rozrodczych pełny czas.
Rodzina Carterów, na którą składali się: ojciec, jego trzech synów (Nick, Cain i Konrad) oraz córka Sara, była zapewne grupą astronautów-amatorów. Towarzyszyli im także:
- Grant Goddard – nauczyciel sztuk walki
- Catherine – narzeczona Konrada
- Fritz – nie został bliżej określony
- Mołotow – nie został bliżej określony

Przypadkiem znaleźli obcy statek kosmiczny. Tam coś w rodzaju ogromnych komórek, wchłonęło ich. Powoli, aczkolwiek skrupulatnie niszczyły w ich umysłach człowieczeństwo w celu zmiany w Teknomenów, generałów krabo-pająków. Ojciec rodziny został odrzucony, co równało się z wyrokiem śmierci. Nim odszedł, zdołał uwolnić Nicka, od tego czasu Teknomana Blade’a. Ponieważ nie przeszedł całego procesu, jego umysł nie stracił tego co ludzkie, jednak przypłacił to i tak zdrowiem psychicznym. Ojciec wyjaśnił mu, iż właśnie stracił swą rodzinę. Żyją, lecz przestali być ludźmi w szeroko pojętym znaczeniu tego słowa. Musi wrócić na Ziemię, a gdy znów ich spotka, zniszczyć. Umieścił Nicka w kapsule ratunkowej i wystrzelił w stronę Ziemi. Chwilę później, nie żył. Nim dotarł do celu minął rok. Rok samotności to wiele czasu na przemyślenia.

## Ważniejsze postacie
- Blade (テッカマンブレード Tekkaman Bureedo) – właściwa tożsamość, Nick Carter. Chłopak ok. dwudziestoletni. Główny bohater, szerzej opisany wyżej. W oryginalnej japońskiej wersji jego prawdziwe nazwisko to Takaya Aiba (相羽 タカヤ Aiba Takaya) i nosi pseudonim D-Boy (Dボゥイ Dii Booi, od Dangerous Boy – niebezpieczny chłopiec).
- Star Summers – naukowiec Rycerzy Kosmosu. Zakochana w Nicku, choć długo nie zdawała sobie z tego sprawy. Wierzy w jego siły i wiele razy pomogła mu stanąć na nogi po kryzysie. W oryginalnej wersji nazywa się Aki Kisaragi (アキ 如月).
- Ringo – właściwie Richard Vereuse, pilot statku Błękitna Planeta. Inteligentny żołnierz i pokerzysta, o poczuciu humoru, które nie wszystkim się podoba. W drugiej połowie serii kradnie drugą, niebieską Tekno-Zbroję (w oryginale Sol Tekkaman 2) i od tamtej pory bezpośrednio wspomaga Blade'a w walce. W japońskiej wersji znany jako Noal Vereuse (ノアル・ベルース Noaru Beruusu).
- Jamison – dowódca Rycerzy i także badacz technologii obcych. W japońskiej wersji nazywa się Heinrich von Freeman (ハインリッヒ・フォン・フリーマン Hainrihhi Fon Furiiman).
- Mac MacElroy – geniusz techniczny. W wolnych chwilach konstruuje latawce lub gra w karty. W wersji japońskiej znany jako Honda (本田).
- Maggie Matherson – zakochana w Nicku wynalazczyni, lecz jest to miłość platoniczna. Skonstruowała Pegaza. W oryginalnej, japońskiej wersji jest to transwestyta o imieniu Levin (レビン Rebin).
- Tina Corman – najmłodsza z ekipy. Właściwie jest jeszcze dzieckiem. Odpowiada głównie za łączność. Blade'owi kojarzy się z jego młodszą siostrą. W japońskiej wersji nazywa się Milly (ミリィ Mirii).
- Pegaz – robot ze sztuczną inteligencją. Pomaga Nickowi w walce, oraz przemienia go od pewnego czasu w Teknomana. Początkowo nosił imię Teknobot.
- Miles O’Rourke – sierżant armii, pacyfista. Wywarł wielki wpływ na Blade’a. Znany ze swojego wiersza. W oryginale znany jako Bernard O'Toole (バーナード・オトゥール Baanaado Otuuru).
- Balzac – mężczyzna, który dołączył do Kosmicznych Rycerzy w połowie serialu. Zbudował zieloną zbroję o nazwie Tekno-Zbroja (w oryginale japońskim Sol Tekkaman 1), podobną do tej, którą nosi Blade. W japońskiej wersji znany jako Balzak Asimow (バルザック・アシモフ Baruzakku Ashimofu).

### Teknomani
Uszeregowani chronologicznie:
- Dagger (テッカマンダガー Tekkaman Dagaa) ang. Sztylet, w wersji amerykańskiej Gunnar – pierwszy spośród złych Teknomanów. Spędził w Teknosystemie niewiele więcej czasu niż Blade, dlatego w walce nie był tak groźny jak następni. Podstępem zniszczył kryształ Blade'a. Po tym jak Maggie Matherson poskładała go i umieściła w Pegazie, Blade zniszczył go wiązką teknomocy. Jego nazwisko w wersji japońskiej brzmi Fritz von Braun (フリッツ・フォン・ブラウン Furittsu Fon Buraun).
- Darkon – przywódca ofensywy Wenomoidów. Jego prawdziwa tożsamość to Conrad Carter, brat Blade'a i Sabre'a. W japońskiej wersji znany jako Kengo Aiba/Tekkaman Omega (相羽 ケンゴ/テッカマンオメガ Aiba Kengo/Tekkaman Omega).
- Sabre (od Sable, z ang. Szabla) – Cain Carter, brat bliźniak Nicka. Miał obsesję na punkcie swego brata; uważał, że powinni być jedną osobą, dlatego nieustannie dążył do konfrontacji i czasem namawiał do powrotu w szeregi Darkona. Często powierzano mu misję zniszczenia Blade'a. Ten jednak zamiast walczyć, przeważnie napawał się swoją wyższością, kpiną i wspomnieniami z dzieciństwa. Aż przestał stanowić dla Nicka zagrożenie po tym jak ten ewoluował. Zginął zabity przez wszczep w zbroi – zabezpieczenie na wypadek zdrady – po tym, jak zawahał się przed zabiciem brata po własnej ewolucji. Oddaje Blade'owi swój kryształ, aby ten miał dość mocy, by dolecieć do bazy Darkona i pokonać go. W japońskiej wersji znany jako Shinya Aiba/Tekkaman Evil (相羽 シンヤ/テッカマンエビル Aiba Shin'ya/Tekkaman Ebiru).
- Rapier (テッカマンレイピア Tekkaman Reipia) – Sara Carter, siostra Nicka. Została wcześnie odrzucona przez Teknopody z powodu niewystarczającej siły fizycznej; z tego powodu jej mózg nie został „wyprany”. Uciekła z Księżyca, by w ostatnich dniach swego życia przekazać Kosmicznym Rycerzom cenne tajemnice wroga. Ten uznał zniszczenie jej za priorytet. W walce z innymi Teknomenami radziła sobie najsłabiej. Zginęła podczas tortur ratując życie Blade'a. Po siostrze został mu tylko mały fragment jej kryształu, dzięki któremu odkrył iż gdyby zdobył cały kryształ innego Teknomena, nabrałby wielkiej siły. W japońskiej wersji jest znana jako Miyuki Aiba (相羽 ミユキ Aiba Miyuki).
- Topór (テッカマンアックス Tekkaman Akkusu, ang. Axe) – Goddard (ゴダード Godaado), były nauczyciel sztuk walki Blade'a i jego rodzeństwa. Zna wszystkie słabe punkty swego byłego ucznia, któremu nie szczędzi pochwał. Otwarcie przyznał iż jest z niego dumny. Kilkakrotnie namawiał go, by wrócił w szeregi Darkona. Osaczony przez Blade'a i nową broń O’Rourke'a zginął wysadzając się by nie pozwolić Blade'owi na zdobycie jego kryształu.
- Lanca (テッカマンランス Tekkaman Ransu, ang. Lance) – Mołotow (モロトフ Morotofu), jego przeszłość jest nieznana. Razem ze Sword planował atak na górską bazę Kosmicznych Rycerzy, jednak był niecierpliwy i sam zaatakował. Zginął z rąk Blade'a po tym, jak ten ewoluował.
- Sword (テッカマンソード Tekkaman Soodo, z ang. Miecz) – Catherine, narzeczona Conrada. Jedyny zły Teknomen cechujący się zrównoważonym charakterem i rozsądkiem. Ginie z ręki Balzaca, dzięki nowej broni. W japońskiej wersji ma na nazwisko Fon Lee (フォン・リー Fon Rii).

## Wersja polska
Wersja polska: Master Film
Reżyseria: Waldemar Modestowicz
Dialogi:
- Wojciech Szymański (odc. 1-4, 8-11, 15),
- Jan Moes (odc. 5-7, 12-14, 16-19, 25-26, 31, 35-36),
- Jan Chyżan (odc. 20-23, 27-28, 30, 32),
- Barbara Kurek (odc. 24, 33-34),
- Joanna Zalewska (odc. 29),
- Seweryn Kowalski (odc. 37),
- Dariusz Dunowski (odc. 38-39, 42),
- Joanna Szwedowska (odc. 40-41)

Dźwięk:
- Katarzyna Michalak (odc. 1-4, 8-10, 16, 19-23),
- Agata Wieczorek (odc. 5-7, 11-15, 17-26, 28-42),
- Marcin Ejsmund (odc. 5-7, 11)

Montaż:
- Renata Gontarz (odc. 1-4, 8-10, 15, 17-18),
- Krzysztof Rustecki (odc. 5-7, 11-14, 19-26, 28-42)

Kierownictwo produkcji: Beata Jankowska
Wystąpili:
- Jacek Rozenek – Blade
- Dariusz Odija – Sabre
- Piotr Adamczyk – Ringo
- Małgorzata Foremniak – Star
- Katarzyna Tatarak – Tina
- Marcin Troński – Komandor Jamison
- Włodzimierz Bednarski – Generał Galt
- Adam Bauman – Mac MacElroy
- Izabella Bukowska – Maggie
- Wojciech Machnicki – Topór
- Tomasz Marzecki – Dagger
- Cezary Nowak – Lanca
- Dorota Landowska – Sword
- Andrzej Ferenc – Darkon
- Robert Czebotar – Balzac
- Iwona Rulewicz – Sara
- Krzysztof Kołbasiuk – O’Rourke
- Stefan Knothe – Narrator
- Jan Kulczycki – Pegaz
- Agata Kulesza – Sophia
- Stanisław Brudny – Barnaba
- Włodzimierz Press – Random
- Andrzej Gawroński – Carter
- Janusz Bukowski – Oficer
- Cezary Kwieciński – Willy
- Janusz Wituch – Louis
- Wojciech Duryasz – dr Cohen
- Robert Tondera
- Tomasz Bednarek
- Monika Kwiatkowska
- Ewa Gawryluk
- Tomasz Grochoczyński
- Zbigniew Konopka
- Ryszard Olesiński
- Wojciech Paszkowski
- Jacek Wolszczak
- Paweł Szczesny
- Aleksandra Rojewska
- Jolanta Wołłejko

i inni
Lektor: Stefan Knothe

## Spis odcinków
| N/o            | Polski tytuł                | Angielski tytuł            |
| -------------- | --------------------------- | -------------------------- |
|                |                             |                            |
| SERIA PIERWSZA |                             |                            |
|                |                             |                            |
| 01             | Przyjaciel czy wróg         | Friend Or Foe              |
|                |                             |                            |
| 02             | Inwazja                     | Invasion                   |
|                |                             |                            |
| 03             | Siła Rycerzy Kosmosu        | Power Of The Space Knights |
|                |                             |                            |
| 04             | Spadająca Gwiazda           | Falling Star               |
|                |                             |                            |
| 05             | Czas minął                  | Time’s Up                  |
|                |                             |                            |
| 06             | Rozbity Kryształ            | Shatterd Crystal           |
|                |                             |                            |
| 07             | Teknobot                    | Teknobot                   |
|                |                             |                            |
| 08             | Flesz                       | Snapshot                   |
|                |                             |                            |
| 09             | Konwój                      | Convoy                     |
|                |                             |                            |
| 10             | Śmiały żołnierz             | Bold Soldier Boy           |
|                |                             |                            |
| 11             | Strzeż się brata            | Brother Beware             |
|                |                             |                            |
| 12             | Braterska rywalizacja       | Sibling Rivalry            |
|                |                             |                            |
| 13             | Rodzinny spór               | Family Feud                |
|                |                             |                            |
| 14             | Saber atakuje               | Saber Strike               |
|                |                             |                            |
| 15             | Szpiegowska gra             | Spy Game                   |
|                |                             |                            |
| 16             | Miecz i Stal                | Sword And Steel            |
|                |                             |                            |
| 17             | Gość                        | The Visitor                |
|                |                             |                            |
| 18             | Pole bitwy                  | Battle Ground              |
|                |                             |                            |
| 19             | Odrodzenie                  | Resurrection               |
|                |                             |                            |
| 20             | Gra zmysłów                 | Mind Games                 |
|                |                             |                            |
| 21             | Decyzja                     | Decision                   |
|                |                             |                            |
| 22             | Znowu razem                 | Reunion                    |
|                |                             |                            |
| 23             | Początki                    | In The Beginning           |
|                |                             |                            |
| 24             | Tajemnica Sary              | Sarah’s Secret             |
|                |                             |                            |
| 25             | Nie zapomnij mnie           | Forget me not              |
|                |                             |                            |
| 26             | Kronika                     | Chronicle                  |
|                |                             |                            |
| 27             | Ratownik w czerwieni        | Red Saviour                |
|                |                             |                            |
| 28             | Na pustym baku              | Running Empty              |
|                |                             |                            |
| 29             | Tekno-pułapka               | Tekno-Trap                 |
|                |                             |                            |
| 30             | Panna na zamku              | Lady In Waiting            |
|                |                             |                            |
| 31             | Przemiana                   | Reformation                |
|                |                             |                            |
| 32             | Pułapka Topora              | Axe Trap                   |
|                |                             |                            |
| 33             | Topór atakuje               | Axe Attack                 |
|                |                             |                            |
| 34             | Na lodzie                   | On-Ice                     |
|                |                             |                            |
| 35             | Pół na pół                  | Fifty-Fifty                |
|                |                             |                            |
| 36             | Ewolucja                    | Evolution                  |
|                |                             |                            |
| 37             | Utrata pamięci              | Amnesia                    |
|                |                             |                            |
| 38             | Metamorfoza                 | Metamorphosis              |
|                |                             |                            |
| 39             | Uderzenie Sword             | Sword-Strike               |
|                |                             |                            |
| 40             | Bitwa o Kosmiczny Pierścień | Battle Of The Space Ring   |
|                |                             |                            |
| 41             | Początek końca              | Beginning Of The End       |
|                |                             |                            |
| 42             | Ostatnia bitwa              | Final Battle               |
|                |                             |                            |